# فرانكو سينوريلي
فرانكو سينوريلي (بالإسبانية: Franco Signorelli)‏ (1 يناير 1991 بماردة في فنزويلا - ) هو مدرب كرة قدم ولاعب كرة قدم فنزويلي في مركز الوسط. شارك مع منتخب فنزويلا لكرة القدم. أما مع النوادي، فقد لعب مع نادي إمبولي ونادي ترنانا.

## روابط خارجية
- فرانكو سينوريلي على موقع قاعدة بيانات كرة القدم.إي يو (الإنجليزية)
- فرانكو سينوريلي على موقع ناشيونال فوتبول تيمز (الإنجليزية)
- فرانكو سينوريلي على موقع Soccerway.com (الإنجليزية)
- فرانكو سينوريلي على موقع عالم كرة القدم.نت (الإنجليزية)
- فرانكو سينوريلي على موقع AS.com (الإسبانية)